# Ештон (Іллінойс)
Ештон (англ. Ashton) — селище (англ. village) в США, в окрузі Лі штату Іллінойс. Населення — 967 осіб (2020).

## Географія
Ештон розташований за координатами 41°52′6″ пн. ш. 89°13′21″ зх. д. / 41.86833° пн. ш. 89.22250° зх. д. (41.868214, -89.222422).  За даними Бюро перепису населення США в 2010 році селище мало площу 1,70 км², уся площа — суходіл.

## Демографія
Згідно з переписом 2010 року, у селищі мешкали 972 особи в 403 домогосподарствах у складі 251 родини. Густота населення становила 573 особи/км².  Було 441 помешкання (260/км²).
Расовий склад населення:
| - 95,3 % — білих - 1,3 % — чорних або афроамериканців - 0,4 % — азіатів - 0,3 % — корінних американців - 0,1 % — вихідців з тихоокеанських островів - 2,1 % — осіб інших рас |

До двох чи більше рас належало 0,5 %. Частка іспаномовних становила 4,3 % від усіх жителів.
За віковим діапазоном населення розподілялося таким чином: 23,5 % — особи молодші 18 років, 61,3 % — особи у віці 18—64 років, 15,2 % — особи у віці 65 років та старші. Медіана віку мешканця становила 41,8 року. На 100 осіб жіночої статі у селищі припадало 100,0 чоловіків;  на 100 жінок у віці від 18 років та старших — 98,4 чоловіків також старших 18 років.
Середній дохід на одне домашнє господарство  становив 55 781 долар США (медіана — 47 625), а середній дохід на одну сім'ю — 68 759 доларів (медіана — 61 406). За межею бідності перебувало 7,6 % осіб, у тому числі 12,8 % дітей у віці до 18 років та 0,6 % осіб у віці 65 років та старших.
Цивільне працевлаштоване населення становило 454 особи. Основні галузі зайнятості: виробництво — 32,4 %, освіта, охорона здоров'я та соціальна допомога — 16,5 %, роздрібна торгівля — 9,7 %, будівництво — 6,2 %.